# Ла Магдалена Контрерас
Ла Магдалена Контрерас (шп. La Magdalena Contreras) насеље је у Мексику у савезној држави Мексико Сити у општини Ла Магдалена Контрерас. Насеље се налази на надморској висини од 2365 м.

## Становништво
Према подацима из 2010. године у насељу је живело 238431 становника.

### Хронологија
| Година       | 2000                     | 2005                     | 2010                     |
| ------------ | ------------------------ | ------------------------ | ------------------------ |
| Становништво | 221645 (106264 / 115381) | 228251 (109304 / 118947) | 238431 (114142 / 124289) |

### Попис
| \| \| м \| \| \| ж \| \| 0—2 \| 5.257 \| \| \| 5.263 \| \| 3—5 \| 5.905 \| \| \| 5.646 \| \| 6—11 \| 12.072 \| \| \| 11.759 \| \| 12—14 \| 5.967 \| \| \| 5.725 \| \| 15—17 \| 6.169 \| \| \| 6.025 \| \| 18—24 \| 14.282 \| \| \| 14.786 \| \| 60+ \| 10.393 \| \| \| 13.850 \| \| Просек : \| 30,7 \| \| \| 32,3 \| |        |  |  |        |
| |        |  |  |        |
| | м      |  |  | ж      |
| 0—2 | 5.257  |  |  | 5.263  |
| 3—5 | 5.905  |  |  | 5.646  |
| 6—11 | 12.072 |  |  | 11.759 |
| 12—14 | 5.967  |  |  | 5.725  |
| 15—17 | 6.169  |  |  | 6.025  |
| 18—24 | 14.282 |  |  | 14.786 |
| 60+ | 10.393 |  |  | 13.850 |
| Просек : | 30,7   |  |  | 32,3   |

| #   | Индикатор                                                                                        | Вредност |
| --- | ------------------------------------------------------------------------------------------------ | -------- |
| 1   | Становништво од 0 до 2 године                                                                    | 10520    |
| 2   | Мушко становништво од 0 до 2 године                                                              | 5257     |
| 3   | Женско становништво од 0 до 2 године                                                             | 5263     |
| 4   | Становништво са 3 и више година                                                                  | 226201   |
| 5   | Мушко становништво са 3 и више година                                                            | 108036   |
| 6   | Женско становништво са 3 и више година                                                           | 118165   |
| 7   | Становништво са 5 и више година                                                                  | 218474   |
| 8   | Мушко становништво са 5 и више година                                                            | 104113   |
| 9   | Женско становништво са 5 и више година                                                           | 114361   |
| 10  | Становништво са 12 и више година                                                                 | 190819   |
| 11  | Мушко становништво са 12 и више година                                                           | 90059    |
| 12  | Женско становништво са 12 и више година                                                          | 100760   |
| 13  | Становништво са 15 и више година                                                                 | 179127   |
| 14  | Мушко становништво са 15 и више година                                                           | 84092    |
| 15  | Женско становништво са 15 и више година                                                          | 95035    |
| 16  | Становништво са 18 и више година                                                                 | 166933   |
| 17  | Мушко становништво са 18 и више година                                                           | 77923    |
| 18  | Женско становништво са 18 и више година                                                          | 89010    |
| 19  | Становништво од 3 до 5 година                                                                    | 11551    |
| 20  | Мушко становништво од 3 до 5 година                                                              | 5905     |
| 21  | Женско становништво од 3 до 5 година                                                             | 5646     |
| 22  | Становништво од 6 до 11 година                                                                   | 23831    |
| 23  | Мушко становништво од 6 до 11 година                                                             | 12072    |
| 24  | Женско становништво од 6 до 11 година                                                            | 11759    |
| 25  | Становништво од 8 до 14 година                                                                   | 27693    |
| 26  | Мушко становништво од 8 до 14 година                                                             | 14079    |
| 27  | Женско становништво од 8 до 14 година                                                            | 13614    |
| 28  | Становништво од 12 до 14 година                                                                  | 11692    |
| 29  | Мушко становништво од 12 до 14 година                                                            | 5967     |
| 30  | Женско становништво од 12 до 14 година                                                           | 5725     |
| 31  | Становништво од 15 до 17 година                                                                  | 12194    |
| 32  | Мушко становништво од 15 до 17 година                                                            | 6169     |
| 33  | Женско становништво од 15 до 17 година                                                           | 6025     |
| 34  | Становништво од 18 до 24 године                                                                  | 29068    |
| 35  | Мушко становништво од 18 до 24 године                                                            | 14282    |
| 36  | Женско становништво од 18 до 24 године                                                           | 14786    |
| 37  | Женско становништво од 15 до 49 година                                                           | 68598    |
| 38  | Становништво са 60 и више година                                                                 | 24243    |
| 39  | Мушко становништво са 60 и више година                                                           | 10393    |
| 40  | Женско становништво са 60 и више година                                                          | 13850    |
| 41  | Однос између мушкараца и жена                                                                    | 91.84    |
| 42  | Становништво од нуле до 14 година                                                                | 57594    |
| 43  | Становништво од 15 до 64 године                                                                  | 162728   |
| 44  | Становништво од 65 година и више                                                                 | 16399    |
| 45  | Просечан број деце                                                                               | 1.95     |
| 46  | Становништво рођено у ентитету                                                                   | 195848   |
| 47  | Мушко становништво рођено у ентитету                                                             | 95834    |
| 48  | Женско становништво рођено у ентитету                                                            | 100014   |
| 49  | Становништво рођено у другом ентитету                                                            | 37809    |
| 50  | Мушко становништво рођено у другом ентитету                                                      | 16060    |
| 51  | Женско становништво рођено у другом ентитету                                                     | 21749    |
| 52  | Становништво од 5 година и више резидентно у ентитету у јуну 2005. године                        | 211321   |
| 53  | Мушко становништво старосног доба од 5 година и више, резидентно у ентитету у јуну 2005. године  | 100920   |
| 54  | Женско становништво старосног доба од 5 и више година, резидентно у ентитету у јуну 2005. године | 110401   |
| 55  | Становништво од 5 година и више које је живело у другом ентитету у јуну 2005. године             | 4220     |
| 56  | Мушко становништво старије од 5 година које је живело у другом ентитету у јуну 2005. године      | 1767     |
| 57  | Женско становништво старије од 5 година које је живело у другом ентитету у јуну 2005. године     | 2453     |
| 58  | Становништво од 3 године и више које говори аутохтони језик                                      | 2799     |
| 59  | Мушко становништво старо 3 године и више које говори аутохтони језик                             | 1165     |
| 60  | Женско становништво старо 3 године и више које говори аутохтони језик                            | 1634     |
| 61  | Становништво од 3 године и више које говори аутохтони језик и не говори шпански језик            | 15       |
| 62  | Мушко становништво старо 3 године и више које говори аутохтони језик и не говори шпански         | 3        |
| 63  | Женско становништво старо 3 године и више које говори аутохтони језик и не говори шпански језик  | 12       |
| 64  | Становништво старо 3 године и више које говори аутохтони језик и шпански                         | 2319     |
| 65  | Мушко становништво старо 3 године и више које говори аутохтони језик и шпански                   | 944      |
| 66  | Женско становништво старо 3 године и више које говори аутохтони језик и шпански                  | 1375     |
| 67  | Становништво од 5 година и више које говори аутохтони језик                                      | 2785     |
| 68  | Становништво од 5 година и више које говори аутохтони језик и не говори шпански језик            | 15       |
| 69  | Становништво од 5 година и више које говори аутохтони језик и говори шпански језик               | 2312     |
| 70  | Становништво у домородачким домаћинствима                                                        | 5924     |
| 71  | Становништво са ограничењима у активностима                                                      | 8676     |
| 72  | Становништво са ограниченим ходањем или кретањем, горе или доле                                  | 4695     |
| 73  | Становници са ограничењима вида, чак и уз кориштење сочива                                       | 2256     |
| 74  | Становништво са ограничењима говора, комуникације или конверзације                               | 728      |
| 75  | Становништво са ограниченим слухом                                                               | 1145     |
| 76  | Становништво са ограничењима при одевању, купању или јелу                                        | 572      |
| 77  | Становништво са ограничењима у опажању или учењу једноставних ствари                             | 517      |
| 78  | Становништво са менталним ограничењима                                                           | 1051     |
| 79  | Становништво без ограничења активности                                                           | 226031   |
| 80  | Становништво од 3 до 5 година које не похађа школу                                               | 4258     |
| 81  | Мушко становништво од 3 до 5 година које не похађа школу                                         | 2187     |
| 82  | Женско становништво од 3 до 5 година које не похађа школу                                        | 2071     |
| 83  | Становништво од 6 до 11 година које не похађа школу                                              | 465      |
| 84  | Мушко становништво од 6 до 11 година које не похађа школу                                        | 224      |
| 85  | Женско становништво од 6 до 11 година које не похађа школу                                       | 241      |
| 86  | Становништво од 12 до 14 година које не похађа школу                                             | 579      |
| 87  | Мушко становништво од 12 до 14 година које не похађа школу                                       | 353      |
| 88  | Женско становништво од 12 до 14 година које не похађа школу                                      | 226      |
| 89  | Становништво од 15 до 17 година похађа школу                                                     | 9118     |
| 90  | Мушко становништво од 15 до 17 година похађа школу                                               | 4514     |
| 91  | Женско становништво између 15 и 17 година живота у школи                                         | 4604     |
| 92  | Становништво од 18 до 24 године похађа школу                                                     | 11165    |
| 93  | Мушко становништво од 18 до 24 године похађа школу                                               | 5723     |
| 94  | Женско становништво од 18 до 24 године похађа школу                                              | 5442     |
| 95  | Становништво од 8 до 14 година које не може да чита и пише                                       | 434      |
| 96  | Мушко становништво старосног доба од 8 до 14 година које не може да чита и пише                  | 258      |
| 97  | Женско становништво старосног доби од 8 до 14 година које не може да чита и пише                 | 176      |
| 98  | Становништво од 15 година и више које је неписмено                                               | 4639     |
| 99  | Мушко становништво од 15 година и више које је неписмено                                         | 1403     |
| 100 | Женско становништво од 15 година и више које је неписмено                                        | 3236     |
| 101 | Становништво старо 15 и више година без школовања                                                | 7867     |
| 102 | Мушко становништво старо 15 и више година без школовања                                          | 2838     |
| 103 | Женско становништво старо 15 и више година без школовања                                         | 5029     |
| 104 | Становништво старосног доба 15 и више година са непотпуним основним образовањем                  | 11977    |
| 105 | Мушко становништво старосног доба од 15 година и више са непотпуном основним образовањем         | 4812     |
| 106 | Женско становништво старосног доба 15 и више година са непотпуном основним образовањем           | 7165     |
| 107 | Становништво старо 15 и више година са комплетним основним образовањем                           | 23678    |
| 108 | Мушко становништво старо 15 година и више са комплетним основним образовањем                     | 10459    |
| 109 | Женско становништво старо 15 и више година са комплетним основним образовањем                    | 13219    |
| 110 | Становништво старосног доба 15 и више година са непотпуним средњим образовањем                   | 9809     |
| 111 | Мушко становништво старосног доба од 15 година и више са непотпуним средњим образовањем          | 5498     |
| 112 | Женско становништво старосног доба од 15 година и више са непотпуним средњим образовањем         | 4311     |
| 113 | Становништво старо 15 и више година са пуним секундарном образовањем                             | 39934    |
| 114 | Мушко становништво старосног доба од 15 година и више са пуним секундарном образовањем           | 19862    |
| 115 | Женско становништво старосног доба од 15 година и више са пуним секундарном образовањем          | 20072    |
| 116 | Становништво старије од 18 година са постосновним образовањем                                    | 79041    |
| 117 | Мушко становништво старије од 18 година са постосновним образовањем                              | 37840    |
| 118 | Женско становништво старије од 18 година са постосновним образовањем                             | 41201    |
| 119 | Просечна оцена школовања                                                                         | 9.94     |
| 120 | Просечан ниво образовања мушке популације                                                        | 10.17    |
| 121 | Просечан ниво образовања женског становништва                                                    | 9.74     |
| 122 | Економски активно становништво                                                                   | 107742   |
| 123 | Економски активна мушка популација                                                               | 64176    |
| 124 | Економски активна женска популација                                                              | 43566    |
| 125 | Становништво које није економски активно                                                         | 81353    |
| 126 | Мушко становништво које није економски активно                                                   | 25090    |
| 127 | Женско становништво које није економски активно                                                  | 56263    |
| 128 | Запослено становништво                                                                           | 102737   |
| 129 | Запослено мушко становништво                                                                     | 60586    |
| 130 | Запослено женско становништво                                                                    | 42151    |
| 131 | Незапослена популација                                                                           | 5005     |
| 132 | Незапослена мушка популација                                                                     | 3590     |
| 133 | Незапослена женска популација                                                                    | 1415     |
| 134 | Становништво без права на здравствене услуге                                                     | 78873    |
| 135 | Становништво које има право на здравствене услуге                                                | 156205   |
| 136 | Становништво које има право на ИМСС                                                              | 83023    |
| 137 | Становништво које има право на социјално осигурање                                               | 27355    |
| 138 | Становништво које има право на државно социјално осигурање                                       | 247      |
| 139 | Становништво које има право на опште осигурање или здравствено осигурање за нову генерацију      | 26686    |
| 140 | Становништво које је било једном или није било у браку током 12 година и више                    | 68035    |
| 141 | Венчано или уједињено становништво од 12 година и више                                           | 99001    |
| 142 | Становништво које је било у браку или уједињено 12 година и више                                 | 22419    |
| 143 | Становништво са католичком религијом                                                             | 206480   |
| 144 | Протестанти, еванђелисти и библијски следбеници различити од еванђелиста                         | 11993    |
| 145 | Становништво са другим религијама различитим од претходних                                       | 942      |
| 146 | Становништво без религије                                                                        | 11540    |
| 147 | Укупно пописаних домаћинства                                                                     | 62550    |
| 148 | Пописна домаћинства на челу са мушкарцима                                                        | 45093    |
| 149 | Пописна домаћинства на челу са женама                                                            | 17457    |
| 150 | Становништво у пописним домаћинствима                                                            | 236404   |
| 151 | Становништво у пописним домаћинствима на челу са мушкарцима                                      | 179213   |
| 152 | Становништво у пописним домаћинствима на челу са женама                                          | 57191    |
| 153 | Укупно домаћинстава                                                                              | 67331    |
| 154 | Укупно насељених домаћинстава                                                                    | 63114    |
| 155 | Укупно приватних кућа                                                                            | 66767    |
| 156 | Насељени приватни домови                                                                         | 62550    |
| 157 | Укупно насељених приватних кућа                                                                  | 63102    |
| 158 | Ненасељене приватне куће                                                                         | 3049     |
| 159 | Појединачна домаћинства за привремену употребу                                                   | 1168     |
| 160 | Становници у насељеним приватним кућама                                                          | 236404   |
| 161 | Насељеност станара у приватним становима                                                         | 3.78     |
| 162 | Просечно становника по соби у приватним насељеним домаћинствима                                  | 0.92     |
| 163 | Појединачна домаћинства са подовима од различитих материјала од земље                            | 61236    |
| 164 | Појединачна домаћинства у приземљу                                                               | 863      |
| 165 | Појединачна домаћинства са једном спаваћом собом                                                 | 21286    |
| 166 | Појединачна домаћинства са две спаваће собе и више                                               | 40897    |
| 167 | Појединачна домаћинства са једним собом                                                          | 4798     |
| 168 | Појединачна домаћинства са две собе                                                              | 10131    |
| 169 | Појединачна домаћинства са 3 собе и више                                                         | 47089    |
| 170 | Појединачна домаћинства која имају електрично светло                                             | 62183    |
| 171 | Појединачна домаћинства која немају електрично светло                                            | 61       |
| 172 | Појединачна домаћинства која имају водоводну воду у стамбеном простору                           | 59498    |
| 173 | Појединачна домаћинства која немају водоводну воду у стамбеном простору                          | 2682     |
| 174 | Појединачна домаћинства која имају тоалет                                                        | 61879    |
| 175 | Појединачна домаћинства која имају канализацију                                                  | 61956    |
| 176 | Појединачна домаћинства која немају канализацију                                                 | 189      |
| 177 | Појединачна домаћинства која имају електрично светло, довод воде из јавне мреже и канализацију   | 59215    |
| 178 | Појединачна домаћинства без икаквих услова                                                       | 158      |
| 179 | Појединачна домаћинства која имају радио                                                         | 58116    |
| 180 | Појединачна домаћинства која имају телевизор                                                     | 61216    |
| 181 | Појединачна домаћинства која имају фрижидер                                                      | 55498    |
| 182 | Појединачна домаћинства која имају машину за веш                                                 | 48201    |
| 183 | Појединачна домаћинства која имају аутомобил или комби                                           | 28545    |
| 184 | Појединачна домаћинства која имају рачунар                                                       | 28488    |
| 185 | Појединачна домаћинства која имају фиксну телефонску линију                                      | 44112    |
| 186 | Појединачна домаћинства која имају мобилни телефон                                               | 46203    |
| 187 | Појединачна домаћинства која имају приступ интернету                                             | 22539    |
| 188 | Величина локације                                                                                | 11       |